# Бойко Галина Миколаївна (педагог)
Галина Миколаївна Бойко (нар. 1966) — радянська і українська тренерка та педагог; Заслужений тренер України (2003).
Авторка багатьох наукових і навчально-методичних робіт.

## Життєпис
Галина Бойко народилася 1966 року.
У 1987 році закінчила Дніпропетровський державний інститут фізичної культури (нині Придніпровська державна академія фізичної культури і спорту) за спеціальністю «Фізичне виховання і спорт», кваліфікація тренер-викладач з плавання. Кандидат психологічних наук з 2003 року, тема дисертації «Підготовка підлітків із синдромом Дауна до психосоціальної інтеграції в суспільство (на матеріалах плавання)». Доктор педагогічних наук з 2013 року, тема дисертації «Теоретико-методологічні засади психолого-педагогічного супроводу спортивної діяльності спортсменів високої кваліфікації (на матеріалах плавання у спорті інвалідів)».
З 1991 по 1998 роки працювала в Полтавському національному педагогічному університеті імені Володимира Короленка, де пройшла шлях від викладачки кафедри фізичного виховання до старшого викладача кафедри теорії і методики фізичного виховання. З 2001 року Галина Бойко по 2020 рік працювала  в Полтавському інституті економіки і права Відкритого міжнародного університету розвитку людини «Україна», де пройшла шлях від старшого викладача кафедри фізичної реабілітації до професора, завідувача кафедри фізичної реабілітації і фізичного виховання. 
Галина Миколаївна працює тренеркою спортсменів-паралімпійців у Полтавському регіональному центрі «Інваспорт», є членом президії Української федерації спортсменів з вадами розумового та фізичного розвитку.
Серед її учнів — один Заслужений майстер спорту України, 4 майстри спорту міжнародного класу та 7 майстрів спорту України. У їх числі — Дмитро Виноградець, Євген Богодайко, Ярослав Денисенко, Юрій Божинський, Денис Остапченко та Оксана Хруль.
Була одружена з Сергієм Калайдою — теж заслуженим тренером України (розум. 2017). Син Ілля Калайда — теж тренер з плавання.

## Нагороди
- Нагороджена орденом княгині Ольги I, II, ІІІ ступеня.
- Стипендіат Президента України в області фізичного виховання і спорту (2007—2012 роки).
- Нагороджена грамотою Національного олімпійського комітету України (2011 рік), а також грамотами Кабінету міністрів України та Полтавської обласної ради за вагомий внесок у розвиток паралімпійського спорту (плавання).